# NHN JAPAN

NHN Japan CI

NHN JAPAN 주식회사(NHN JAPAN)는 대한민국의 기업인 NHN의 일본 현지 법인이다. 2015년 사명을 "NHN comico Corp."로 변경한 후 스마트폰 게임 분야를 "NHN PlayArt Corp."로 인적분할하였다. 또한 PlayArt Fukuoka Corp.에 한게임 온라인 게임 서비스를 양도하였고 당사는 사명을 NHN Hangame Corp.로 바꾸었다.